# Radomir Vukosavović
Radomir Vukosavović, črnogorski general, * 27. januar 1917, † 26. april 2010.

## Življenjepis
Leta 1941 je postal član KPJ in NOVJ. Med bojno je bil poveljnik in politični komisar več enot; nazadnje je bil politični komisar 29. brigade.
Po vojni je bil predavatelj v VVA JLA, Univerzi Črne gore, vojaški ataše v Grčiji, načelnik štaba vojaškega področja,...